# Коломоец, Юрий Николаевич
Ю́рий Никола́евич Коломо́ец (укр. Юрій Миколайович Коломоєць; род. 22 марта 1990, Кривой Рог, Днепропетровская область) — украинский футболист, нападающий. Играл за сборную Украины.

## Игровая карьера
Родился 22 марта 1990 года в Кривом Роге. С шести лет занимался футболом в детской школе ФК «Кривбасс». Первый тренер — Владимир Николаевич Удод. В сезоне 2003/04 в ДЮФЛ со своей командой дошёл до стыковых игр за место в финальной части чемпионата Украины, где криворожане уступили команде «Молодь» (Полтава). После этих игр был приглашён в Полтаву, где сыграл за «Молодь» в финальном турнире. После окончания сезона вернулся в «Кривбасс», где оставался до 2009 года. За эти годы поработал под руководством многих специалистов: Олега Васильевича Чумака, Юрия Александровича Чумака, Геннадия Владимировича Жилкина, Сергея Мазура, Сергея Соловья, а также, тренируясь с основным составом, — Олега Анатольевича Тарана, Сергея Геннадьевича Башкирова. В 2007 году провёл свой единственный матч за основную команду «Кривбасса» — в Кубке Украины против тернопольской «Нивы». В первой части сезона 2008/09 играл в аренде в перволиговом «Нефтяник-Укрнефть».
В 2010 году тренер криворожского «Горняка» Геннадий Николаевич Приходько, знавший Коломойца по «Кривбассу», взял футболиста к себе в аренду. Первые полгода за «Горняк» нападающий выступал на правах аренды, а уже затем заключил с «горняками» полноценный контракт. Во второлиговом коллективе Коломоец отличался высокой результативностью. В сезоне 2011/12 с 11-ю голами нападающий занял 3-е место в списке бомбардиров второй лиги. После осенней части сезона 2012/13 с 16-ю голами занимал второе, отстав лишь от Станислава Кулиша.
Зимой 2013 года перешёл в «Александрию». Один из лидеров первой лиги, лишь летом вылетевший из высшего дивизиона, подобрал одного из лучших бомбардиров третьего дивизиона. В сезоне 2012/13 с александрийцами Коломоец становился бронзовым призёром первой лиги, затем его команда последовательно завоевала серебро (2013/14) и золото (2014/15), оформив возвращение в Премьер-лигу. 19 июля 2015 года в первом туре чемпионата Украины 2015/16 в игре против донецкого «Шахтёра» Коломоец дебютировал в Премьер-лиге. 2 декабря 2015 года стало известно, что Юрий покинул клуб.
22 декабря 2015 года подписал однолетний контракт с полтавской «Ворсклой». В декабре 2016 года покинул «Ворсклу». В 2017—2019 годах снова играл за «Ворсклу».

## Сборная Украины
10 ноября 2017 года дебютировал в сборной Украины в товарищеском матче со сборной Словакии (2:1).

## Достижения
«Александрия»
- Победитель Первой лиги Украины: 2014/15
- Серебряный призёр Первой лиги Украины: 2013/14
- Бронзовый призёр Первой лиги Украины: 2012/13

«Ворскла»
- Бронзовый призёр чемпионата Украины: 2017/18